# Sideroxylon rotundifolium
Sideroxylon rotundifolium är en tvåhjärtbladig växtart som först beskrevs av Olof Swartz, och fick sitt nu gällande namn av Terence Dale Pennington. Sideroxylon rotundifolium ingår i släktet Sideroxylon och familjen Sapotaceae. IUCN kategoriserar arten globalt som nära hotad.
Artens utbredningsområde är Jamaica. Inga underarter finns listade i Catalogue of Life.